# 坂信一郎
坂 信一郎（ばん しんいちろう、1949年10月18日 - ）は、フリーアナウンサー。元文化放送アナウンサー。

## 来歴
東京都港区出身。東京都立日比谷高等学校、早稲田大学第一文学部卒業後、1972年文化放送にアナウンサーとして入社。この年の文化放送のアナウンサー試験の倍率は200倍を超える難関であった。野球、相撲、競馬、ラグビー、マラソンなどスポーツ中継を中心にDJから報道まで幅広く担当した。38歳で独立し、フリーになった。
学生時代は秋永一枝に師事し、東京アクセントのフィールドワークを行うなど東京アクセントに造詣が深い。独立後、日本語教師養成学校の音韻音声学を担当した。
文化放送時代はスポーツ放送の他、皇太子徳仁親王の加冠の儀では皇居内から十数分にわたって中継を行った。
現在、アナウンス工房BAN主宰。フジテレビONEの「プロ野球ニュース」の結果報告アナウンサー、J sports ESPN「劇戦!大相撲」の司会を担当している。
実子にRSK山陽放送アナウンサーの坂俊介がいる。

## 人物・エピソード
- 第一回のNACK5賞を受賞している。
- ライオンズびいきで、ライオンズファンクラブ会員でもある。
- 坂が行った解説付きの実況は、30数種目である。また、テレビCMでは顔出し出演こそないものの、スポーツ中継を題材とした作品に数多く実況役で出演している。2001年に放送された明治乳業「VAAM」のCM（出演：高橋尚子・高木ブー、解説者：増田明美、ナレーション：小沢和義）はその一つ。
- 文化放送の在籍時代は同僚アナウンサーが放送中噛んだりとちったりしたのを録音して、集めるのを趣味としていたという[2]。
- 著書に『ユーモア・スピーチの達人』（PHP研究所）『ユーモア話術講座』（東京カルチャーセンター）、『ヘルシー・ユーモアトーク』（MC音楽センター）がある。

## 現在の出演番組
- プロ野球ニュース（結果報告アナウンサー）
- J SPORTS STADIUM
- トランスワールドスポーツ
- NFLウィークリー
- Jリーグアフターゲームショー(スカパー!)(ナレーション)
- 都市対抗野球大会
- また、J SPORTSのラグビー中継、ビリヤード中継、卓球中継でも実況を担当している。
- サンデーモーニングのスポーツコーナー（喝あっぱれ）の複数競技の後付け実況
- コマーシャルにおけるスポーツシーンの実況箇所（例・VAAM=前述、三井住友海上火災<サッカーの試合>など）

## 過去の担当番組
- 青春大通り（1980年）金曜パーソナリティ
- 戸張捷のサンデースクランブル[1]
- 星空の歌謡曲[1]
- 劇戦!大相撲
- NACK5 SATURDAY&SUNDAY LIONS（1989年4月-2014年9月14日）
- TVSライオンズアワー